# Jaškul'
Jaškul' (in russo Я́шкуль?; in calmucco Яшкуль) è un villaggio della Russia, situato in Calmucchia. Appartiene al rajon Jaškul'skij del quale è il centro amministrativo.
Il villaggio si trova nella depressione caspica a −10 m sotto il livello del mare, 89,5 km a est della città di Ėlista.